# 3 Doors Down
3 Doors Down este o formație rock americană, din Escatawpa, Mississippi, fondată în 1996. Inițial trupa era formată din Brad Arnold (vocal/baterie), Todd Harrell (bas) și Matt Roberts (chitară), la scurt timp alăturânduli-se chitaristul Chris Henderson, iar mai târziu și bateristul Richard Liles.
Formația a cucerit faima internațională prin primul lor single, "Kryptonite", care s-a clasat în top 3 în Billboard Hot 100. Apoi trupa a semnat un contract cu Republic Records și a lansat albumul de debut, The Better Life, în 2000. Albumul a fost al 11-lea cel mai bine vândut album al anului, fiind certificat de 6 ori cu platină în Statele Unite. Cel de-al doilea lor album, Away from the Sun (2002), a continuat succesul formației; debutând pe Nr. 8 în topul Billboard 200, fiind multiple ori certificat cu platină în Statele Unite ca și predecesorul său, dând naștere hiturilor "When I'm Gone" și "Here Without You". Activitatea formației a continuat prin susținerea de turnee ample timp de doi ani, înainte de a-și lansa cel de-al treilea album, Seventeen Days, în 2005. Albumul a debutat pe Nr. 1 în topul Billboard 200 și a fost certificat cu platină în prima lună de la lansare. Cel de-al patrulea album, eponimul, 3 Doors Down, lansat în 2008, de asemenea a debutat pe Nr. 1 în topul Billboard 200. Al 5-lea album de studio al formației, Time of My Life (2011) a debutat pe Nr. 3 în clasament.
Pe durata existenței sale, 3 Doors Down a vândut peste 20 de milioane de albume în lumea întreagă.

## Membrii formației
| Membri actuali - Brad Arnold — vocal (1996–prezent), baterie (1996–2000) - Chris Henderson — chitară (1998–prezent) - Greg Upchurch — baterie, percuție (2005–prezent) - Chet Roberts — chitară ritmică, back vocal (2012–prezent) - Justin Biltonen — chitară (2013–prezent) Foști membri - Todd Harrell — chitară bas (1996–2013) - Matt Roberts — chitară, back vocal (1996–2012) - Richard Liles — baterie, percuție, back vocal (2000–2002) - Daniel Adair — baterie, percuție, back vocal (2002–2005) | Muzicieni de sesiune - Josh Freese — baterie și percuție pe Away From the Sun - Rich Hopkins — hammond pe Away From the Sun |

## Discografie
Albume de studio
- The Better Life (2000)
- Away from the Sun (2002)
- Seventeen Days (2005)
- 3 Doors Down (2008)
- Time of My Life (2011)